# Musée d'histoire de la médecine et de la pharmacie de Lyon
Pour les articles homonymes, voir Musée d'histoire de la médecine.
Le musée d'histoire de la médecine et de la pharmacie de Lyon est un musée d'histoire de la médecine et de pharmacie créé en 1896 par Alexandre Lacassagne à Lyon, dans le bâtiment de l'université Claude-Bernard-Lyon-I sur les quais du Rhône. Confirmé par un décret de Raymond Poincaré en 1914, il déménage en 1930 sur le domaine Rockefeller avec la faculté de médecine.

## Description
Le musée est le fruit d'une collection d'Alexandre Lacassagne depuis 1896 sur les instruments et pratiques médicales ainsi que leur évolution,.